# Slow-fox

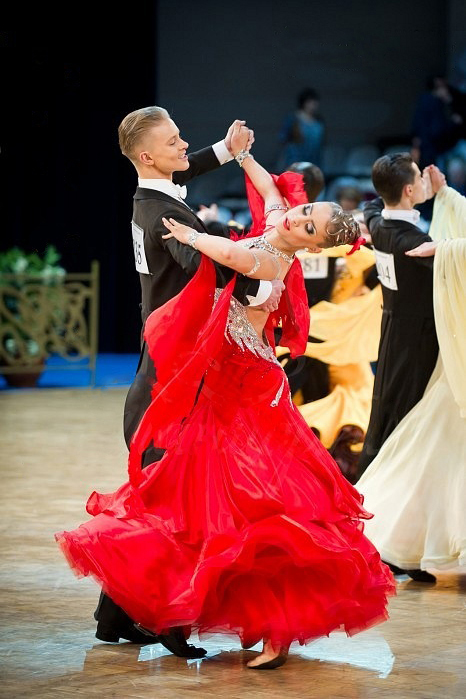
Slow-fox

Slow-fox to taniec towarzyski, powstały w XX wieku w Anglii z Fokstrota.

## Nazwa
Nazwa „Slow-fox” jest używana przede wszystkim w państwach niemieckojęzycznych i Polsce, w innych krajach używa się nazwy „Slow Foxtrott” (ang. „powolny Foxtrott”).

## Charakterystyka
Slow-fox jest typowo angielskim tańcem standardowym. Charakteryzują go płynne, szerokie, miękkie ruchy. Mówi się, że jeżeli postawi się na głowie pani tańczącej Slow-foxa pełną filiżankę, ani kropla nie powinna się wylać.

## Rytm
Muzyka w takcie 4/4 jest ze względów historycznych bliska Jazzowi. Obecnie jest zwykle grana w tempie 27 – 29 taktów na minutę.
Kroki stawiane są w kolejności „slow-quick-quick”. Pierwszy, powolny krok trwa 2 uderzenia (1/2 taktu), dwa następne po jednym uderzeniu (1/4) taktu). Slow-fox jest uważany za wyjątkowo trudny ze względu na ekstremalnie równomierny ruch pomimo kroków o różnym tempie.